# Over Now
«Over Now» (с англ. — «Теперь всё кончено») — песня американской гранж-группы Alice in Chains, финальная композиция из их одноимённого альбома. В 1996 году концертная версия песни, записанная во время концерта MTV Unplugged, была выпущена в качестве сингла. Песня занимает второе место по хронометражу среди всех синглов группы, уступая только композиции «A Looking in View».

## Содержание
Подобно «Heaven Beside You», из того же альбома, основным вокалистом песни выступил Джерри Кантрелл, в свою очередь фронтмен группы, Лейн Стэйли, подпевал в припеве. Хотя композиция была посвящена неудачным отношениям Кантрелла (который являлся её автором), многие поклонники коллектива усмотрела в её тексте и музыке — в песне звучит отрывок из «траурного военного марша» — жуткое предзнаменование окончательного распада группы, так как впоследствии «Over Now» стала последней песней Alice in Chains со Стэйли.

В 1996 году бас-гитарист Майк Айнез в интервью журналу RIP Magazine сказал следующее: 
Это всё Шон, у него появилась эта идея [названия]. Я думаю, инициаторами были Шон и Джерри. Я сказал им, что люди расценят его [название] неправильно, напридумывают себе всякой чуши. Может мы так прикололись над всеми вами, ребята? Я даже не знаю. „Да, теперь все кончено, но я могу дышать“. В этой песне есть классные слова. Я никогда не задавал [Джерри] прямой вопрос, но откуда вы знаете, что он имел в виду именно группу? Может, он поёт об отношениях, или о чём-то ещё. Кто знает наверняка, чему же она именно посвящена?

В примечаниях к сборнику Music Bank, Кантрелл написал о песне следующее: 
В ней намешано много всего, этакий большой эпичный трек. Кроме того, в конце альбома вы можете себе позволить закончить очень длинной мелодией.
Песня была написана в открытом гитарном строе До#, это был первый подобный музыкальный эксперимент коллектива.

## Выпуск и отзывы
Песня попала в чарты Billboard, несмотря на то, что она не издавалась в качестве сингла и для нее не было снято музыкальное видео. В свою очередь, версия записанная на акустическом концерте MTV Unplugged отметилась на 4-м месте чарта Hot Mainstream Rock Tracks и достигла 24-й позиции в хит-параде Modern Rock Tracks.
Рецензент портала AllMusic Стив Хьюи назвал песню «одной из лучших работ Alice in Chains».

## Концертные исполнения
Акустический вариант песни исполнялся группой во время турне 2006 года. Также песня была сыграна на концерте MTV Unplugged, после чего выпущена на одноимённых концертном альбоме и DVD. Версия из MTV Unplugged также фигурирует на сборниках Music Bank, Music Bank: The Videos и The Essential Alice in Chains. На CD-версии концерта MTV Unplugged Стэйли говорит: «Окей, вот и все», в конце песни можно услышать освистывание (предположительно из-за завершения выступления). В ответ Стэйли кричит: «Эй, да пошел ты, чувак!» что было встречено одобрительным смехом публики.

## Список композиций
| №  | Название                         | Длительность |
| -- | -------------------------------- | ------------ |
| 1. | «Over Now» (версия из Unplugged) | 7:12         |
| 2. | «Over Now» (альбомная версия)    | 7:03         |

## Участники записи
- Джерри Кантрелл – ведущий вокал, гитара
- Лейн Стэйли – бэк-вокал
- Майк Айнез – бас-гитара
- Шон Кинни – ударные, перкуссия
- Скотт Олсон – акустическая гитара (только версия из «Unplugged»)

## Чарты
| Чарт (1996)                         | Высшая позиция |
| ----------------------------------- | -------------- |
| Канада (RPM Top Singles)            | 50             |
| США (Billboard Mainstream Rock)     | 4              |
| США (Billboard Alternative Airplay) | 24             |